# Elisabet av Österrike, hertiginna av Lothringen
Elisabet av Österrike, född 1285, död 1353, var en hertiginna av Lothringen, gift med hertig Fredrik IV av Lothringen. 
Hon var regent för sin son Rudolf av Lothringen under hans omyndighet mellan 1328 och 1331. 